# Nationalparken Sjeverni Velebit

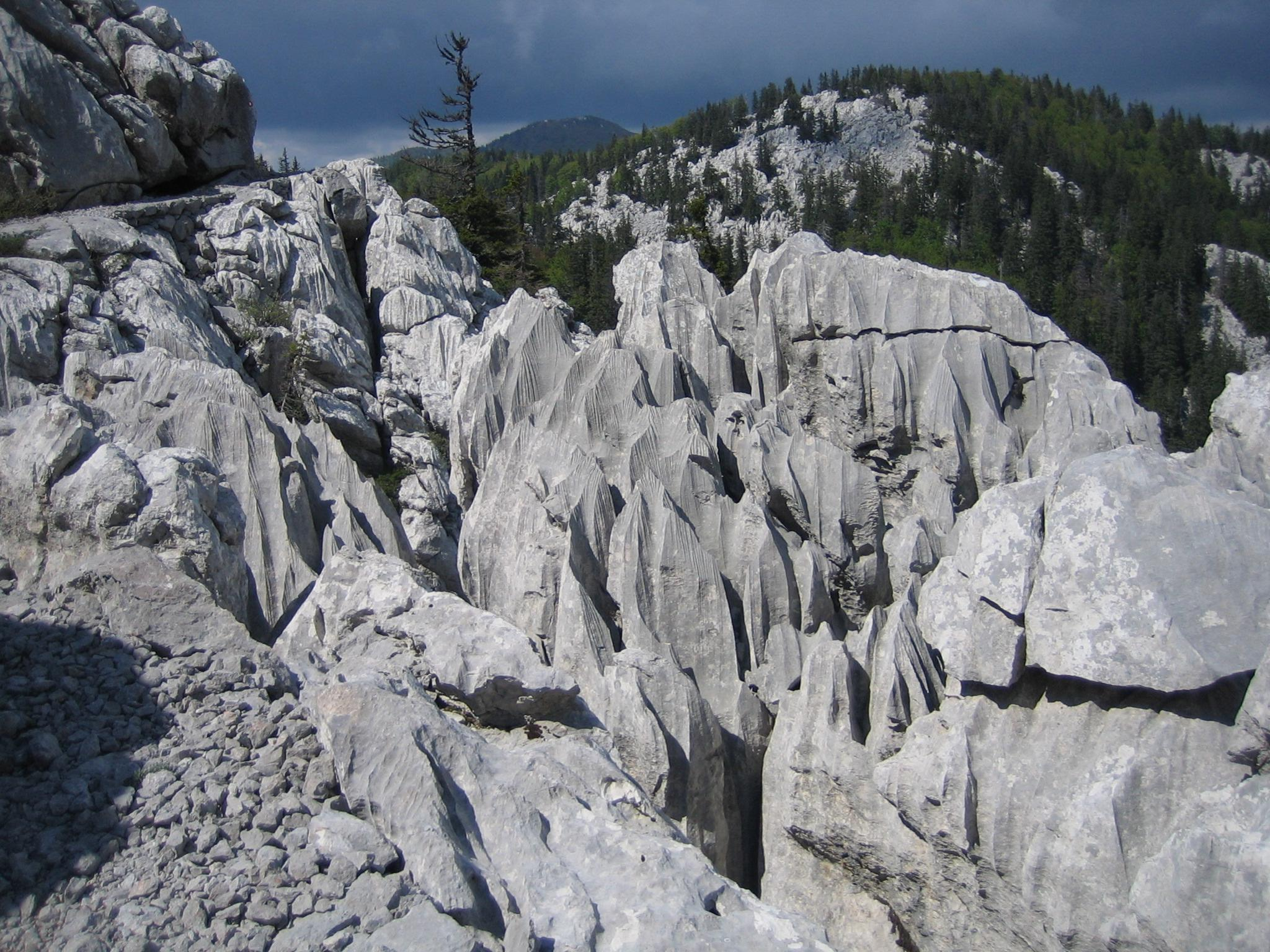
Karstformationer i Sjeverni Velebit.

Nationalparken Sjeverni Velebit (Nacionalni park Sjeverni Velebit) är den yngsta av Kroatiens nationalparker. Den blev utnämnd till nationalpark 1999. Området är av Unesco klassat som biosfärområde.
Den täcker en yta på 109 km² av norra Velebit som är det högsta berget i Kroatien. Det finns ännu en nationalpark på Velebit, nationalparken Paklenica, som ligger på södra delen av berget. Den högsta toppen på Velebit som heter Vaganski Vrh (1757 m) befinner sig i nationalparken. På toppen finns en meteorologisk station som också är den högsta punkten i Kroatien.